# Sclerolaena ramulosa
Sclerolaena ramulosa är en amarantväxtart som först beskrevs av Cyril Tenison White, och fick sitt nu gällande namn av Andrew John Scott. Sclerolaena ramulosa ingår i släktet Sclerolaena och familjen amarantväxter. Inga underarter finns listade i Catalogue of Life.